# Atos
El mont Atos (grec: Όρος Άθως, Oros Athos) és una muntanya a la península del mateix nom, situada a Macedònia, al nord de Grècia. En grec, s'anomena Agion Oros, o Muntanya sagrada. Anteriorment, la península s'anomenava Aktí (Ακτή), a vegades, Acte o Akte. La regió allotja més de vint monestirs ortodoxos que s'autogovernen de facto sota la denominació d'Estat Monàstic Autònom del Mont Atos, emparats per la sobirania grega i la jurisdicció eclesiàstica del patriarcat ecumènic de Constantinoble. Ha estat declarat Patrimoni de la Humanitat per la UNESCO.
L'Atos és la més oriental de les tres penínsules de la Calcídica. Sobresurt al mar Egeu uns 60 quilòmetres, amb una amplada d'entre 7 a 12 km, cobrint una extensió de 336 km². La muntanya és de pendents costeruts i poblada per un bosc dens, i arriba als 2.033 metres d'altitud.
Encara que és una península, l'Atos només és accessible amb barca o vaixell. El nombre de visitants hi està restringit i cal un permís d'entrada especial abans d'anar-hi. Només els homes poden visitar el mont Atos, que els monjos anomenen «Jardí de la Verge». Només als homes ortodoxos majors de 18 anys, se'ls permet residir a l'Atos, i els habitants que no són monjos han de viure a la capital de la península, Kariés. El cens nacional grec de 2011 té una població de 1.811 habitants.

## Història

### Antiguitat
Segons la mitologia grega, Atos era un dels gegants que va desafiar els déus grecs en la titanomàquia. Va llançar una gran pedra a Posidó, que va caure al mar Egeu, i es convertí en l'actual península. En altres versions, Posidó va emprar la muntanya per a enterrar-hi el gegant vençut.
Segons Heròdot, els habitants de l'illa de Lemnos van poblar la península, aleshores anomenada Akte. El geògraf i historiador del segle i aC, Estrabó, assenyala cinc ciutats a la península: Díon, Cleones, Tissos, Olofixos i Acròtion. Encara que els arqueòlegs no n'han trobat la localització exacta, es creu que van ser abandonades abans que els monjos poblessin l'Atos, abans del segle vii. Dues ciutats s'hi crearen durant el període clàssic: Acantos (actualment Ierissos o Erisso) i Sane (Uranòpolis). Algunes d'aquestes ciutats emetien la seva pròpia moneda.
Es diu que Xerxes I va construir un pont a l'Hel·lespont, i va obrir (sota el guiatge d'Artaquees) un canal a l'istme de la península d'Atos, per fer passar la seva flota durant la invasió de Grècia. Algunes restes d'aquest canal s'han trobat en l'actualitat. El seu pare, Darios I, hi havia perdut 300 naus i uns 20.000 soldats durant la Primera Guerra mèdica en intentar vorejar el mateix cap. Després de la mort d'Alexandre Magne, l'arquitecte Dinòcrates de Macedònia va proposar excavar completament la muntanya per convertir-la en una estàtua d'Alexandre.

### Cristianisme primitiu
Segons la tradició hagiorita, trobant-se la Mare de Déu navegant de Jaffa a Xipre, acompanyada de sant Joan Evangelista, per visitar Llàtzer, la ruta del vaixell es desvià i es veié obligat a ancorar prop del port de Klement, prop de l'actual monestir dels Ibers. La Verge va caminar per terra i, aclaparada per la bellesa natural i salvatge de la muntanya, la va beneir i li va demanar al seu fill que fos el seu jardí.
No hi ha gaires documents històrics de la història antiga d'Atos. Es considera que la presència monacal prové del segle iii o IV. Durant el regnat de Constantí I el Gran (324-337), cristians i pagans hi convivien. Durant el regnat de Julià l'Apòstata (361-363), les esglésies hi van ser destruïdes, i els cristians es van amagar als boscos i llocs inaccessibles. Més tard, durant el regnat de Teodosi I el Gran (383-395), els temples pagans en van ser destruïts. El lexicògraf Hesiqui d'Alexandria afirma que, al segle v, continuava existint-hi un temple i una estàtua de Zeus Athonita. Després de la conquesta musulmana d'Egipte al segle vii, molts monjos ortodoxos del desert egipci va intentar buscar un altre lloc tranquil, i alguns en van arribar a la península d'Atos.

### L'era romana d'Orient: primers monestirs
Els cronistes Teòfanes el Confessor (finals de segle VIII) i Georgios Kedrenos (segle xi) van escriure que l'erupció del volcà Tera al 726 va ser visible des del mont Atos, cosa que demostra que la península estava habitada en aquell moment. L'historiador Genesi va registrar els monjos d'Atos que van participar en el setè concili de Nicea del 787. Durant el regnat de l'emperador Basili el Macedoni, que havia estat arquebisbe de Creta (i més tard de Salònica), va construir un petit monestir ubicat on hi ha el port modern (arsanas) del monestir de Khilandar. Poc després d'això, un document del 883 estableix que un determinat Ioannis Kolovos va construir un monestir a Megali Vigla. En una butlla de l'emperador Basili I, del 885, Atos és proclamat un territori monàstic, s'hi prohibeix l'assentament de laics, agricultors o criadors de bestiar. L'any següent, en un edicte imperial de Lleó VI, s'esmenta l'existència d'un antic Consell d'ancians (γέρων), senyal de l'existència perllongada d'alguna tipus d'administració de la comunitat monàstica.
Hi ha constància (887) d'una queixa dels monjos del monestir de Kolovos a l'emperador Lleó VI, per les molèsties que estava causant el seu creixement. L'any 908 està documentada l'existència d'un protos ("primer monjo"), que és el "cap" de la comunitat monàstica. El 943, s'estableixen precisament les fronteres de l'estat monàstic, alhora que ja consta que Kariés n'és la capital i seu de l'administració (amb el nom de Megali mesi Lavra, 'Gran Assemblea Central'). El 956, un decret cedeix 2.500 m² de terres al monestir de Xiropotamou, senyal de les grans dimensions que assolí.
El 958, el monjo Atanasi l'Athonita (Άγιος Αθανάσιος ο Αθωνίτης) va arribar al mont Atos. El 962, es va construir la gran església central (Protaton) de Kariés. L'any següent, Anastasi, amb el suport del seu amic l'emperador Nicèfor II, va fundar el monestir de la Gran Laura, el més gran i destacat dels 20 monestirs existents en l'actualitat. Aquest va gaudir de la protecció dels emperadors de l'Imperi Romà d'Orient durant els segles següents, i les seves riqueses i possessions van créixer considerablement. La Quarta Croada al segle xiii va suposar-hi l'arribada de catòlics, i va obligar els monjos a demanar la intervenció del papa Innocenci III, fins a la restauració de l'Imperi Romà d'Orient. La península va patir l'assalt de mercenaris catalans al segle xiv (el govern català va dur a terme l'any 2005 un acte de desgreuge per aquests fets). Al segle xiv, també s'hi produí el conflicte teològic sobre l'hesicasme practicat al mont Atos, defensat per Gregori Palamàs.

### Etapa otomana
L'Imperi Romà d'Orient fou definitivament derrotat al segle xv i l'Imperi Otomà ocupà el seu lloc obrint pas a l'edat moderna. Els monjos d'Atos van intentar mantenir bones relacions amb els soldans otomans, i quan Murat II va conquerir Salònica el 1430, van jurar-li lleialtat. A canvi, Murat va reconèixer la propietat dels monestirs hagiorites, fet que Mehmed II ratificà formalment després de la caiguda de Constantinoble, el 1453. D'aquesta manera, es garantí la independència d'Atos. Els segles XV i XVI van ser especialment pacífics per a la comunitat hagiorita. Això va conduir a una certa prosperitat dels monestirs. Un exemple en fou la fundació del monestir de Stavronikita, que completava el nombre de monestirs d'Atos. Després que els otomans conquerissin el Despotat de Sèrbia, molts monjos serbis van arribar al mont Atos i la seva àmplia presència queda reflectida en l'elecció del protos de l'època. El soldà Selim I va ser un gran benefactor del monestir de Xiropotamou. El 1517, dictà una fàtua i un Hatt-i Sharif (noble edicte): "el lloc on el Sant Evangeli es predicà, quan sigui cremat o malmès, serà reconstruït de nou". Així, dotà de privilegis l'abadia i va finançar-ne la construcció del menjador i els subterranis, així com la renovació de les pintures murals de l'església central, que es van dur a terme entre els anys 1533-1541.
Malgrat que, en la major part dels casos, els monestirs van ser abandonats a la seva sort, els otomans els gravaren amb imposts, i de vegades se'n confiscaren terrenys. Això, finalment, va culminar en una crisi econòmica a Atos durant el segle xvii, fet que va conduir a l'adopció d'un estil de vida idiorítmic, una variant semieremita del monaquisme cristià, que donava als monjos certa autonomia i els permetia posseir béns per a la pròpia subsistència. Per a l'organització monàstica, fou una mesura d'emergència per a contrarestar les dificultats econòmiques, oposada al cenobitisme, i a la qual durant la primera meitat del segle xvii ja s'hi havien sumat tots els monestirs. Al mateix temps, els abats van ser substituïts per comissions i el protos de Kariés va ser reemplaçat per un comitè de quatre membres.
Els tsars russos i els prínceps de Moldàvia, Valàquia i Sèrbia (fins al final del segle xv) van ajudar els monestirs amb donacions per sobreviure. La població de monjos i el seu patrimoni van disminuir durant els segles següents, i en canvià la tendència durant el segle xix gràcies al patrocini del govern rus; la població monacal va créixer aquest segle a un ritme constant, i arribà a un punt culminant de més de 7.000 monjos el 1902.

### Segle XX i actualitat
El 1912, durant la Primera Guerra dels Balcans, els otomans en foren expulsats per l'armada grega, i la península passà a mans gregues com a part del tractat de pau del 1913. El juny de 1913, una petita flota russa (el canoner Donets i els vaixells de transport Tsar i Kherson) portà l'arquebisbe de Vologda i un cert nombre de tropes al mont Atos, per intervenir en la controvèrsia teològica sobre l'imiaslavie (un corrent escindit de l'ortodòxia russa, present en aquells moments a Atos). L'arquebisbe va mantenir converses i va tractar que canviessin voluntàriament les seves creences, però no va tenir èxit. El 31 de juliol, les tropes varen irrompre al monestir de Sant Pantaleó sense trobar-hi resistència activa. Després d'aquest assalt, els monjos de l'skete d'Andreevski s'hi van lliurar voluntàriament. El vaixell Kherson es va convertir en un vaixell presó i diversos monjos van ser enviats a Rússia.
Després d'un breu conflicte diplomàtic entre Grècia i Rússia sobre la sobirania, la península va ser declarada formalment sota sobirania grega després de la Primera Guerra Mundial.
L'estatus d'autogovern d'Atos dins l'estat grec es formalitzà en un decret aprovat per la Santa Comunitat d'Atos el 3 d'octubre de 1913, i quedà ratificat pels successius tractats internacionals de Londres (1913), Bucarest (1913), Neuilly (1919), Sèvres (1920) i Lausana (1923). El decret va declarar que "la comunitat ha reconegut els sants reis de Grècia com a legítims sobirans i successors dels emperadors que van construir els monestirs". Més tard, una assemblea especial de la comunitat a Kariés va aprovar la "Carta Constitucional" de la santa muntanya, ratificada pel Parlament grec, que situa l'origen del règim de l'estat monàstic autogovernat en un pergamí signat i segellat per l'emperador romà d'Orient Joan I Tsimiscés, el 972.

## Administració i organització

Atos en 3D

El mont Atos està governat per la Comunitat Sagrada o Santa Comunitat (Iera Kinotia), que consisteix en representants dels 20 monestirs, amb un comitè executiu de quatre membres (epistates) que s'anomena Sagrada Administració (Iera Epistasia), amb el protos com a cap. El governador civil és una autoritat designada pel Ministeri d'Afers Exteriors grec, i en supervisa el funcionament de les institucions i l'ordre públic. Espiritualment, el mont Atos està sota la jurisdicció del patriarcat ecumènic de Constantinoble de l'Església ortodoxa.
A cada un dels vint monestirs, regits per la regla cenobítica, l'administració està en mans de l'abat (Hēgoumenos), elegit per la comunitat de monjos. És el cap espiritual del monestir. La convenció de la comunitat n'és l'òrgan legislatiu. Tots els altres establiments (claustres, cel·les, cabanes, recessos, ermites) són dependències d'alguns dels vint monestirs, i s'assignen als monjos mitjançant un document anomenat Homologon.
A banda dels vint monestirs, hi ha dotze sketes, petites comunitats de monjos. Totes les persones que fan una vida monàstica adquireixen la nacionalitat grega, prèvia admissió com a monjos o novicis. Les visites a la península dels laics requereixen un permís especial.

## Monestirs del mont Atos
| Nom                                                                                               | Fundació | Imatge                    |
| ------------------------------------------------------------------------------------------------- | -------- | ------------------------- |
| Monestir de la Gran Laura Μεγίστη Λαύρα, Megisti Lavra                                            | 963      | Monestir de la Gran Laura |
| Monestir de Vatopedi Βατοπέδι, Βατοπαίδι                                                          |          | Monestir Vatopedi         |
| Monestir dels Ibers Ιβήρων; ივერთა მონასტერი, iverta monestir                                     |          | Monestir dels Ibers       |
| Monestir de Khilandar Χιλανδαρίου, Chilandariou; Хиландар                                         | 1198     | Monestir de Khilandar     |
| Monestir de Dionís Διονυσίου                                                                      |          | Monestir de Dionís        |
| Monestir de Kutlumussi Κουτλουμούσι                                                               |          | Monestir de Kutlumussi    |
| Monestir del Pantocràtor Παντοκράτορος                                                            |          |                           |
| Monestir de Xeropotamí Ξηροποτάμου                                                                |          | Monestir de Xeropotamí    |
| Monestir del Pintor Ζωγράφου; Зограф                                                              |          | Monestir del Pintor       |
| Monestir del Reboster Δοχειαρίου                                                                  |          | Monestir del Reboster     |
| Monestir de Karakal·las Καρακάλλου                                                                |          |                           |
| Monestir de Filoteu Φιλοθέου                                                                      |          |                           |
| Monestir de Simonópetra Σίμωνος Πέτρα, Σιμωνόπετρα                                                |          | Monestir de Simonópetra   |
| Monestir de Sant Pau Αγίου Παύλου, Agiu Pavlu                                                     | Segle X  | Monestir de Sant Pau      |
| Monestir de Stavronikita Σταυρονικήτα                                                             | 1536     | Monestir de Stavronikita  |
| Monestir de Xenofont Ξενοφώντος                                                                   |          | Monestir de Xenofont      |
| Monestir de Sant Gregori Οσίου Γρηγορίου                                                          |          | Monestir de Sant Gregori  |
| Monestir d'Esfigmenou Εσφιγμένου                                                                  |          | Monestir d'Esfigmenu      |
| Monestir de Sant Pantaleó Αγίου Παντελεήμονος, Agiu Pandeleímonos; Пантелеймонов; Ρωσικό, Rossikó |          | Monestir de Sant Pantaleó |
| Monestir del Castamonita Κωνσταμονίτου                                                            |          | Monestir del Castamonita  |